# Hans Känel
Hans Känel (ur. 3 maja 1953 w Bargen) – szwajcarski kolarz torowy i szosowy, dwukrotny medalista torowych mistrzostw świata.

## Kariera
Pierwszy sukces w karierze Hans Känel osiągnął w 1977 roku, kiedy wspólnie z Robertem Dill-Bundim, Walterem Baumgartnerem i Daniel Gisigerem wywalczył brązowy medal w drużynowym wyścigu na dochodzenie podczas mistrzostw świata w San Cristóbal. Wynik ten Szwajcarzy w składzie: Dill-Bundi, Känel, Baumgartner i Urs Freuler powtórzyli na rozgrywanych w 1978 roku mistrzostwach świata w Monachium. Dwa lata później, podczas igrzysk olimpijskich w Moskwie wraz z kolegami z reprezentacji zajął w tej samej konkurencji ósmą pozycję. Wielokrotnie zdobywał medale torowych mistrzostw kraju, w tym pięć złotych. Startował także w wyścigach szosowych, jednak bez większych sukcesów.